# Warm Leatherette
Warm Leatherette – czwarty album muzyczny jamajskiej piosenkarki Grace Jones wydany w 1980 roku przez Island Records.
Album stanowił zerwanie z poprzednim wizerunkiem i stylem muzycznym Jones. Wystylizowana przez ówczesnego partnera, francuskiego kreatora mody Jean-Paula Goude, artystka zaprezentowała nowy, androgyniczny image, a producenci Chris Blackwell i Alex Sadkin nadali płycie brzmienie ukierunkowane na muzykę nowofalową z wpływami reggae. W nagraniach Jones wspomagali m.in. jamajscy muzycy Sly & Robbie i Uziah Thompson. Na albumie znalazły się covery utworów z repertuaru takich wykonawców jak m.in. The Pretenders, Roxy Music i Tom Petty. Choć płyta nie była dużym sukcesem komercyjnym, to zawierała przełomowy dla Grace Jones przebój „Private Life”, dzięki któremu udało jej się przebić na rynku brytyjskim. Wersja CD miała inną szatę graficzną i wydłużone wersje większości utworów, a w 2016 roku ukazała się rozbudowana, dwupłytowa edycja albumu.

## Lista utworów
| Strona A 1. „Warm Leatherette” – 4:25 2. „Private Life” – 5:10 3. „A Rolling Stone” – 3:30 4. „Love Is the Drug” – 7:15 Strona B 1. „The Hunter Gets Captured by the Game” – 3:50 2. „Bullshit” – 5:20 3. „Breakdown” – 5:30 4. „Pars” – 4:05 | 1. „Warm Leatherette” – 5:39 2. „Private Life” – 6:19 3. „A Rolling Stone” – 3:30 4. „Love Is the Drug” – 8:41 5. „The Hunter Gets Captured by the Game” – 6:45 6. „Bullshit” – 5:20 7. „Breakdown” – 5:30 8. „Pars” – 4:44 |

## Notowania
| Kraj                              | Najwyższa pozycja |
| --------------------------------- | ----------------- |
| Australia                         | 47                |
| Stany Zjednoczone (Billboard 200) | 132               |
| Wielka Brytania (UK Albums Chart) | 45                |